# یوب کوهن
ماریوس یوب کوهن (هلندی: Marius Job Cohen؛ زادهٔ ۱۸ اکتبر ۱۹۴۷) سیاست‌مدار اهل هلند است. او از سال ۲۰۰۱ تا ۲۰۱۰ شهردار شهر آمستردام بود.